# British Newspaper Archive
La British Newspaper Archive est un site internet lancé en novembre 2011 et donnant accès aux archives numérisées des journaux britanniques et irlandais.

## Histoire

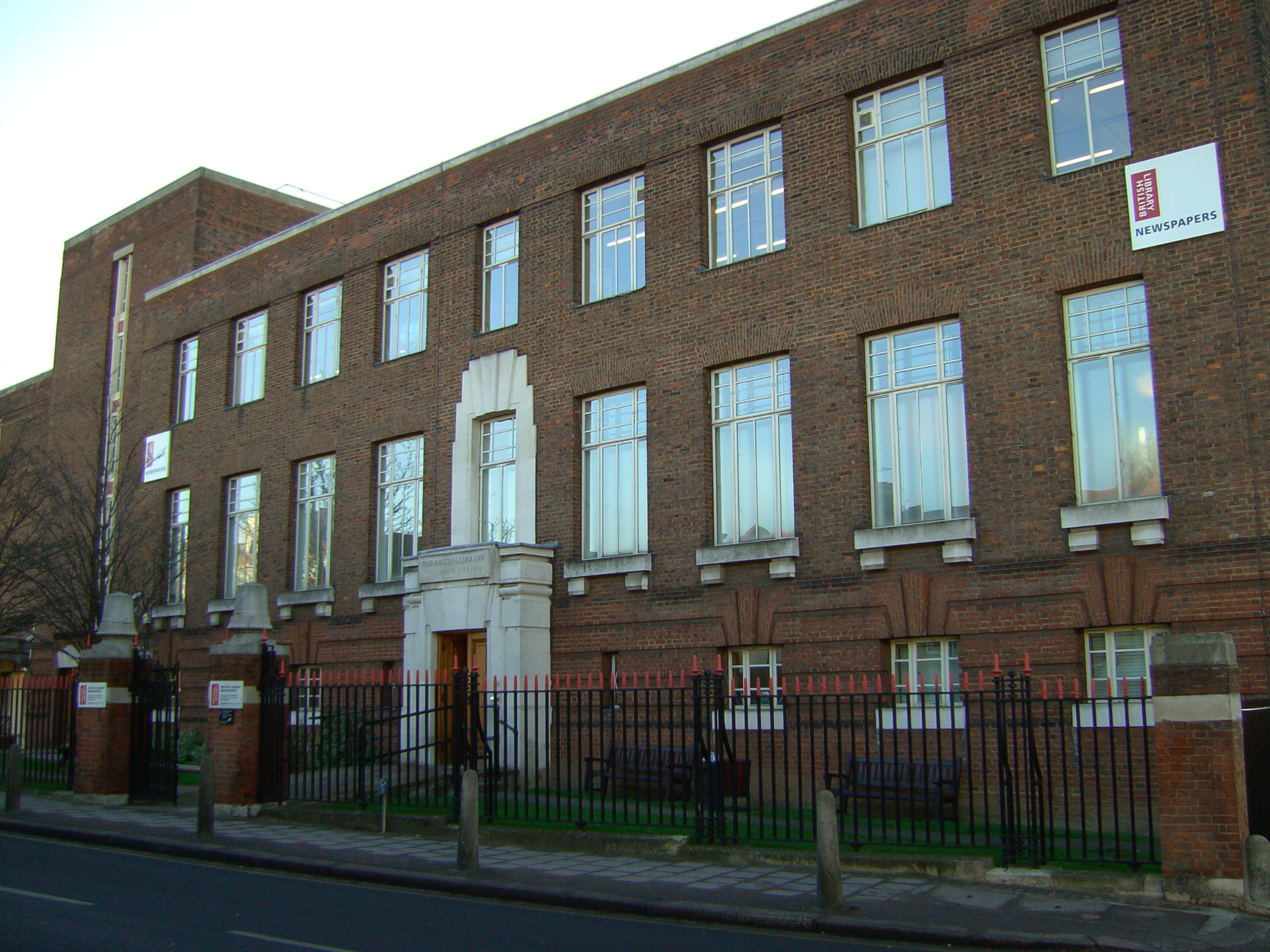
Anciens locaux de la British Newspaper Archive, à Colindale.

La section des journaux de la British Library est basée à Colindale dans le nord de Londres, jusqu'en 2013. Elle est depuis divisée entre les sites de St Pancras et de Boston Spa. La bibliothèque possède une collection presque complète de journaux britanniques et irlandais depuis 1840. Cela est dû en partie à la législation sur le dépôt légal de 1869, qui oblige les journaux à fournir un exemplaire de chaque édition à la bibliothèque. Les éditions londoniennes des quotidiens nationaux et des journaux du dimanche sont complètes depuis 1801. Au total, la collection se compose de 660 000 volumes reliés et 370 000 bobines de microfilm contenant des dizaines de millions de journaux avec 52 000 titres sur 45 km d'étagères.
Après la fermeture du site de Colindale en novembre 2013, l'accès aux 750 millions de pages imprimées originales a été maintenu via une installation de stockage automatisée et climatisée à Boston Spa,,,,. Cette dernière ouvre en avril 2014.
Disponibles pour tous les utilisateurs, les pages imprimées comprennent des articles de presse couvrant des questions d'importance locale et régionale, des avis familiaux, des lettres aux éditeurs écrites par des lecteurs de journaux, des nécrologies et des publicités.
À partir de 2021, le site Web d'histoire familiale Findmypast et la British Library ont annoncé une prolongation de leur partenariat à long terme. L'annonce confirme le résultat du téléchargement de 14 millions de pages supplémentaires pour publication en ligne au cours des trois prochaines années, y compris l'ajout d'un million de nouvelles pages en libre accès chaque année.

### Numérisation
En mai 2010, débute un programme décennal de numérisation des archives des journaux avec le partenaire commercial DC Thomson, filiale de Brightsolid,. En novembre 2011, BBC News fait part du lancement de la British Newspaper Archive, une initiative visant à faciliter l'accès en ligne à plus d'un million de pages de journaux antérieurs au XXe siècle. Les mêmes journaux issus de ce partenariat sont également mis à disposition pour être consultés sur Findmypast et Genes Reunited.
Outre la numérisation du papier original, le projet a également facilité la numérisation des microfilms existants, créés par la British Library au fil des ans. Le projet de numérisation met à disposition un outil de recherche en ligne que les gens peuvent consulter sans avoir à se rendre en personne au dépôt des journaux de la British Library.
Parmi les collections figurent les Thomason Tracts, contenant 7 200 brochures et journaux d'actualités du XVIIe siècle, et la collection Burney, comprenant près d'un million de pages de journaux de la fin du XVIIIe et du début du XIXe siècle. Les collections Thomason Tracts et Burney sont conservées à St Pancras et sont disponibles en fac-similé numérique.
La section possède également de nombreuses archives de journaux non britanniques dans des langues utilisant les alphabets latin et cyrillique. Les fonds substantiels de journaux de la bibliothèque dans les langues d'Asie et du Moyen-Orient sont accessibles dans les salles de lecture de la bibliothèque à St Pancras.
Considérée comme la numérisation de masse de journaux la plus importante que le Royaume-Uni ait connue, Roly Keating, directeur général de la British Library, a rappelé : « Au cours de la dernière décennie, les archives des journaux britanniques ont transformé l'accès à la collection extraordinairement riche de journaux historiques dont nous avons la garde. En plus de protéger les originaux fragiles, la numérisation a transformé la façon dont les chercheurs peuvent rechercher le contenu des journaux et établir des liens et des découvertes qui n'auraient peut-être jamais été possibles en utilisant l'imprimé ou les microfilms. ».

## Frais d'abonnement
Bien que l'accès à la British Library soit gratuit, l'accès en ligne se fait via un système d'abonnement basé sur des frais quotidiens ou par article, des frais mensuels ou annuels de 12,95 £ pouvant atteindre 79,95 £ à compter de juillet 2019. Les nouveaux visiteurs peuvent accéder à trois pages vues gratuites et explorer des centaines de titres nationaux, régionaux et locaux datant des années 1700 à 2000.
Dans le cadre de la bibliothèque Wikipédia, Brightsolid a fourni des abonnements gratuits d'un an à un nombre limité d'éditeurs Wikipédia expérimentés à partir de juillet 2014 jusqu'en 2016.

## Accueil
Les avis sur le service sont mitigés. Certains premiers retour élogieux concernant la possibilité d'accéder et de rechercher dans les grands ensembles de données,. Cependant, il y a aussi des plaintes concernant le coût excessif et la politique générale de la British Library accordant à une entreprise privée les droits sur les journaux,. Un auteur remarque que : « La BNA montre ce qui arrive à notre patrimoine culturel lorsqu'il n'y a pas de volonté politique pour l'investissement public. La presse à journaux du XIXe siècle a été l'une des plus grandes réalisations de l'époque mais, plutôt que de la célébrer, de l'ouvrir et de la rendre à la nation, la British Library a été forcée de la vendre. ». L'interface de recherche a également été critiquée pour des problèmes d'identification de l'emplacement des termes recherchés sur les pages récupérées et pour le manque de fiabilité de l'interface Web, avec des bogues empêchant le chargement des images et des plantages réguliers.